# Kościół Wniebowzięcia Najświętszej Maryi Panny w Czarnem
Kościół Wniebowzięcia Najświętszej Maryi Panny w Czarnem – rzymskokatolicki kościół parafialny, należący do parafii pod tym wezwaniem, dekanatu Czarne, diecezji koszalińsko-kołobrzeskiej, metropolii szczecińsko-kamieńskiej, znajdujący się w mieście Czarne, w województwie pomorskim.

## Historia
Obecna świątynia została wzniesiona w latach 1756–1757 po zniszczeniu przez pożar poprzedniego kościoła w 1755 roku. Budowla została konsekrowana 20 listopada 1757 roku. Po dwuletnim remoncie, prowadzonym w ramach projektu „Dziedzictwo i kultura małych ojczyzn”, kościół został ponownie konsekrowany 29 września 2012 roku.

## Architektura
Kościół składa się ze znajdującej się od zachodu wieży wciągniętej w nawę, nakrytej barokowym hełmem oraz prezbiterium trójbocznego. Jest to świątynia orientowana – skierowana na wschód, posiada konstrukcję ryglową – tzw. mur pruski. Była nakryta dachówką, obecnie jest to gont, a właściwie klepka bukowa. 

## Wyposażenie
Wnętrze budowli ma charakter zabytkowy. Najstarszym zabytkiem jest kamienna gotycka chrzcielnica (powstała prawdopodobnie w XIV stuleciu), pełniąca obecnie funkcję kropielnicy. Rzadkie i piękne jest antepedium ołtarzowe wykonane z wielobarwnego kurdybanu. 
Wewnątrz znajduje się bardzo bogate wyposażenie barokowe. Do głównych jego elementów należą:
- ołtarz główny – barokowy, pochodzący z 1. połowy XVIII wieku,
- ambona – rokokowa, pochodząca z 2. połowy XVIII wieku,
- chrzcielnica – rokokowa, pochodząca z 2. połowy XVIII wieku,
- prospekt organowy – barokowy, pochodzący z XVIII wieku,
- krucyfiks – barokowy, pochodzący z połowy XVIII wieku,
- barokowe rzeźby św. Mikołaja i św. Stanisława, pochodzące z połowy XVIII wieku
- konfesjonał rokokowy, pochodzący z 2. połowy XVIII wieku[4].